# Istorija srpskog naroda
Histoire du peuple serbe
Istorija srpskog naroda (en serbe cyriliique : Историја српског народа ; en français : Histoire du peuple serbe) est un ouvrage en six livres et dix volumes relatant l'histoire de la Serbie, de l'immigration des Serbes vers l'Europe du Sud-Est jusqu'en 1918. Il est considéré comme un ouvrage majeur publié par la Coopérative littéraire serbe (Srpska književna zadruga), qui traite de l'histoire politique du peuple serbe et l'associe à l'étude du développement social, culturel et économique. Les premières éditions de livres individuels sont apparues dans la période de 1981 à 1993 et de nouvelles éditions ont été préparées ultérieurement, la seconde en 1994 et la troisième en 2000. La même mise en page imprimée lors de la première édition a été conservée dans les deux éditions suivantes.
Les auteurs de cet ouvrage collectifs figurent parmi des auteurs considérés comme les plus grands experts serbes dans les domaines de l'histoire, de l'art, de la littérature, de la sociologie et de la langue, notamment Dragoslav Srejović, Miroslav Mirković, Jovan Kovačević, Pavle Ivić, Sima Ćirković, Dimitrije Bogdanović, Vojislav J. Đurić, Ljubomir Maksimović, Jovanka Kalić, Božidar Ferjančić, Miloš Blagojević, Gordana Babić Đorđević, Rade Mihaljčić, Andrej Mitrović, Dragiša Živković, Predrag Palavestra, Dejan Medaković, Radovan Samardžić, Vladeta Tešić, Čedomir Popov, Milorad Ekmečić, Milorad Pavić, Rajko Veselinović, Miroslav Pantić, Nikola Gavrilović, Aleksandar Mladenović, Sreten Petković et Toma Popović.
L'histoire du peuple serbe représente un matériel scientifique historique important et documenté sur dix siècles de lutte du peuple serbe pour la préservation de son identité nationale et culturelle.

## Premières éditions
L'Istorija srpskog naroda est composée des 10 volumes suivants :
- Istorija srpskog naroda, knj. I : Od najstarijih vremena do Maričke bitke (1371) (Depuis les temps les plus reculés jusqu'à la bataille de la Maritsa (1371)), Belgrade, 1981, 702 pages[2].
- Istorija srpskog naroda, knj. II : Doba borbi za očuvanje i obnovu države (1371-1537) (L'ère des luttes pour la préservation et la reconstruction de l'État (1371-1537)), Belgrade, 1982, 592 pages[3].
- Istorija srpskog naroda, knj. III-1 : Srbi pod tuđinskom vlašću 1537-1699 (Les Serbes sous domination étrangère (1537-1699)), Belgrade, 1993, 690 pages[4].
- Istorija srpskog naroda, knj. III-2 : Srbi pod tuđinskom vlašću 1537-1699 (Les Serbes sous domination étrangère (1537-1699)), Belgrade, 1993, 471 pages[5].
- Istorija srpskog naroda, knj. IV-1 : Srbi u XVIII veku (Les Serbes au XVIIIe siècle), Belgrade, 1986, 603 pages[6].
- Istorija srpskog naroda, knj. IV-2 : Srbi u XVIII veku (Les Serbes au XVIIIe siècle), Belgrade, 1986, 395 pages[6].
- Istorija srpskog naroda, knj. V-1 : Od Prvog ustanka do Berlinskog kongresa 1804-1878 (Du Premier soulèvement jusqu'au Congrès de Berlin (1804-1878)), Belgrade, 1981, 567 pages[7].
- Istorija srpskog naroda, knj. V-2 : Od Prvog ustanka do Berlinskog kongresa 1804-1878 (Du Premier soulèvement jusqu'au Congrès de Berlin (1804-1878)), Belgrade, 1981, 488 pages[7].
- Istorija srpskog naroda, knj. VI-1 : Od Berlinskog kongresa do ujedinjenja 1878-1918 (Du Congrès de Berlin à l'unification (1878-1918)), Belgrade, 1983, 679 pages[8].
- Istorija srpskog naroda, knj. VI-2 : Od Berlinskog kongresa do ujedinjenja 1878-1918 (Du Congrès de Berlin à l'unification (1878-1918)), Belgrade, 1983, 584 pages[8].

## Contenu (non exhaustif)

### Livre I
Première partie : Drevne kulture na tlu srbije i antičko nasleđe (Les cultures anciennes sur le territoire de la Serbie et le patrimoine antique)
- Dragoslav Srejović(ac.[N 1],[10]), chapitre « Kulture starijeg i srednjeg kamenog doba » (Les cultures du début et du moyen âge de la pierre)[11].
- Dragoslav Srejović (ac.[10]), chapitre « Kulture mlađeg kamenog doba » (Les cultures de la fin de l'âge de la pierre)[12].
- Dragoslav Srejović (ac.[10]), chapitre « Kulture bakarnog i ranog bronzanog doba » (Les cultures de l'âge du cuivre et de l'âge du bronze ancien)[13].
- Dragoslav Srejović (ac.[10]), chapitre « Kulture srednjeg i poznog bronzanog doba » (Les cultures de l'âge du bronze moyen et tardif)[14].
- Dragoslav Srejović (ac.[10]), chapitre « Kulture gvozdenog doba » (Les cultures de l'âge du fer)[15].
- Miroslava Mirković, chapitre « Rimsko osvajanje i organizacija rimske vlasti » (La conquête romaine et l'organisation de la domination romaine).
- Miroslava Mirković, chapitre « Ekonomsko-socijalni razvoj u II i III veku » (Le développement économique et social aux IIe et IIIe siècles).
- Miroslava Mirković, chapitre « Centralne balkanske oblasti u doba poznog carstva » (Les régions du centre des Balkans au Bas-Empire).

Deuxième partie : Doseljenje slovena i obrazovanje srpske države (L'immigration des Slaves et la formation de l'État serbe)
- Jovan Kovačević, chapitre « Doseljenje Slovena na Balkansko poluostrvo » (L'immigration slave dans la péninsule balkanique)[16].
- Pavle Ivić (ac.[17]), chapitre « Jezik i njegov razvoj do druge polovine XII veka » (La langue et son développement jusqu'à la seconde moitié du XIIe siècle).
- Sima Ćirković (ac.[18]), chapitre « Obrazovanje srpske države » (La formation de l'État serbe), pp. 141-155.
- Sima Ćirković (ac.[18]), chapitre « Srbija između Vizantijskog carstva i Bugarske » (La Serbie entre les empires byzantin et bulgare[Lequel ?]), pp. 156—169.
- Ljubomir Maksimović (ac.[19]), chapitre « Trijumf Vizantije početkom XI veka » (Le triomphe de Byzance au début du XIe siècle), pp. 170—179.
- Sima Ćirković (ac.[18], chapitre « Osamostaljivanje i uspon dukljanske države » (L'indépendance et l'essor de l'État de Dioclée), pp. 180—196.
- Jovanka Kalić (ac.[20]), chapitre « Srpski veliki župani u borbi s Vizantijom » (Les grands župans serbes dans la lutte contre Byzance), pp. 197—211.
- Dimitrije Bogdanović (ac.[21]), chapitre « Počeci srpske književnosti » (Les débuts de la littérature serbe).
- Vojislav J. Đurić (ac.[22]), chapitre « Počeci umetnosti kod Srba » (Les débuts de l'art serbe).

Troisième partie : Osamostaljivanje i snaženje srpske države (L'indépendance et le renforcement de l'État serbe)
- Jovanka Kalić (ac.[20]), chapitre « Borbe i tekovine velikog župana Stefana Nemanje » (Les luttes et les réalisations du grand župan Stefan Nemanja).
- Sima Ćirković (ac.[18], chapitre « Unutrašnje i spoljne krize u vreme Nemanjinih naslednika » (Les crises internes et externes à l'époque des successeurs de Nemanja).
- Vojislav J. Đurić (ac.[22]), chapitre « Preokret u umetnosti Nemanjinog doba » (Le tournant dans l'art au temps de Nemanja).
- Božidar Ferjančić (ac.[23]), chapitre « Odbrana Nemanjinog nasleđa - Srbija postaje kraljevina » (Défense de l'héritage de Nemanja - la Serbie devient un royaume).
- Dimitrije Bogdanović (ac.[21]), chapitre « Preobražaj srpske crkve » (La transformation de l'Église serbe), pp. 315—327.
- Dimitrije Bogdanović (ac.[21]), chapitre « Srpska književnost na putevima samostalnog stvaranja » (La littérature serbe sur la voie de la création indépendante).
- Sima Ćirković (ac.[18], chapitre « Srpske i pomorske zemlje kralja Uroša I » (Les terres serbes et les terres côtières du roi Uroš Ier).
- Miloš Blagojević (ac.[24]), chapitre « Osnove privrednog razvitka » (Les bases du développement économique).
- Miloš Blagojević (ac.[24]), chapitre « Vladar i podanici, vlastela i vojnici, zavisni ljudi i trgovci » (Souverain et sujets, nobles et soldats, serfs et marchands).
- Vojislav J. Đurić (ac.[22]), chapitre « Raško i primorsko graditeljstvo » (L'architecture en Rascie et sur le littoral).
- Vojislav J. Đurić (ac.[22]), chapitre « Srpsko slikarstvo na vrhuncu » (La peinture serbe à son apogée).

Quatrième partie : Uspon i širenje srpske države (L'essor et l'expansion de l'État serbe)
- Ljubomir Maksimović (ac.[19]), chapitre « Počeci osvajačke politike » (Les débuts de la politique de conquêtes).
- Sima Ćirković (ac.[18]), chapitre « Unutrašnje borbe početkom XIV veka » (Les luttes internes au début du XIVe siècle).
- Sima Ćirković (ac.[18]), chapitre « Unutrašnja politika kralja Milutina » (La politique intérieure du roi Milutin).
- Gordana Babić-Đorđević (ac.[25]), chapitre « Klasicizam doba Paleologa u srpskoj umetnosti » (Le classicisme du temps des Paléologues dans l'art serbe).
- Sima Ćirković (ac.[18]), chapitre « Vladavina Stefana Uroša III Dečanskog » (Le règne de Stefan Uroš III Dečanski).
- Božidar Ferjančić (ac.[23]), chapitre « Osvajačka politika kralja Dušana » (La politique de conquêtes du roi Dušan).
- Miloš Blagojević (ac.[24]), chapitre « Ideja i stvarnost Dušanovog carevanja » (L'idée et la réalité du règne de Dušan).
- Sima Ćirković (ac.[18]) et Rade Mihaljčić (ac.[26],[N 2]), chapitre « Osvajanja i odolevanja: Dušanova politika 1346-1355 » (Conquêtes et résistances : la politique de Dušan (1346-1355)).
- Dimitrije Bogdanović (ac.[21]), chapitre « Dušanovo zakonodavstvo » (La législation de Dušan).
- Rade Mihaljčić (ac.[26]), chapitre « Početak Uroševe vladavine - spoljni napadi » (Le début du règne d'Uroš - les attaques extérieures).
- Rade Mihaljčić (ac.[26]), chapitre « Dva Carstva » (Deux empires).
- Rade Mihaljčić (ac.[26]), chapitre « Car i kralj: neuspešno savladarstvo » (Empereur et roi : un règne infructueux).
- Rade Mihaljčić (ac.[26]), chapitre « Marička bitka » (La bataille de la Maritsa).
- Dimitrije Bogdanović (ac.[21]), chapitre « Književnost u znaku Svete Gore » (La littérature sous le signe du Monténégro).
- Pavle Ivić (ac.[17]), chapitre « Jezik u nemanjićkoj eposi » (La langue dans l'épopée des Nemanjić).
- Gordana Babić-Đorđević (ac.[25], chapitre « Razgranjavanje umetničke delatnosti i pojave stilske raznorodnosti » (La ramification de l'activité artistique et l'apparition de la diversité stylistique).

### Livre II
- Dimitrije Bogdanović (ac.[21]), chapitre « Oživljavanje nemanjićkih tradicija » (La renaissance des traditions non monastiques), pp. 7—20.
- Rade Mihaljčić (ac.[26]), chapitre « Doba oblasnih gospodara » (Le temps des seigneurs régionaux), pp. 21—35.
- Rade Mihaljčić (ac.[26]), chapitre « Kosovska bitka » (La bataille du Kosovo), pp. 36—46.
- Sima Ćirković (ac.[18]), chapitre « Godine kriza i previranja » (Les années de crise et de troubles), pp. 47—63.
- Jovanka Kalić (ac.[20]), chapitre « Veliki preokret » (Le grand revirement), pp. 64—74.
- Jovanka Kalić (ac.[20]), chapitre « Nemirno doba » (Un temps mouvementé), pp. 75—87.
- Jovanka Kalić (ac.[20]), chapitre « Snaženje Despotovine » (Le renforcement du despotat), pp. 88—99.
- Desanka Kovačević-Kojić (ac.[27]), chapitre « Privredni uspon » (L'essor économique), pp. 100—108.
- Miloš Blagojević (ac.[24]), chapitre « Vrhovna vlast i državna uprava » (Le gouvernement suprême et l'administration de l'État), pp. 109—127.
- Dimitrije Bogdanović (ac.[21]), chapitre « Srpska književnost posle Kosova » (La littérature serbe après la bataille du Kosovo), pp. 128—143.
- Gordana Babić Đorđević (ac.[25]) et Vojislav J. Đurić (ac.[22]), chapitre « Polet umetnosti » (L'essor des arts), pp. 144—191.
- Momčilo Spremić (ac.[28]), chapitre « Pripajanje Zete Despotovini i širenje mletačke vlasti u Primorju » (L'annexion de la Zeta au despotat et l'expansion de la domination vénitienne sur le Littoral), pp. 195—204.
- Jovanka Kalić (ac.[20]), chapitre « Doba prividnog mira » (Un temps de paix apparente), pp. 205—217.
- Momčilo Spremić (ac.[28]), chapitre « Početak vladavine Đurđa Brankovića » (Le début du règne de Đurađ Branković), pp. 218—229.
- Sima Ćirković, chapitre « Protivrečnosti balkanske politike » (Les contradictions de la politique balkanique), pp. 230—240.
- Momčilo Spremić (ac.[28]), chapitre « Prvi pad Despotovine » (La première chute du despotat), pp. 241—253.
- Momčilo Spremić (ac.[28]), chapitre « Duga vojna i obnova države » (Une longue guerre et la reconstruction de l'État), pp. 254—267.
- Desanka Kovačević-Kojić (ac.[27]), chapitre « Srbija, majdan srebra i zlata » (La Serbie, une terre d'argent et d'or), pp. 268—277.
- Ivan Božić (ac.[29]), chapitre « Potiskivanje pravoslavlja » (La suppression de l'Orthodoxie), pp. 278—288.
- Momčilo Spremić (ac.[28]) et Jovanka Kalić (ac.[20]), chapitre « Sultan Mehmed II Osvajač i Srbija » (Le sultan Mehmed II le Conquérant et la Serbie), pp. 289—302.
- Momčilo Spremić (ac.[28]), chapitre « Propast srednjovekovne države » (L'effondrement de l'État médiéval), pp. 303—313.
- Sima Ćirković (ac.[18]), chapitre « Kretanja prema severu » (Mouvement vers le nord), pp. 314—329.
- Dimitrije Bogdanović (ac.[21]), chapitre « Nova središta književne delatnosti » (Les nouveaux centres d'activité littéraire), pp. 330—342.
- Vojislav J. Đurić (ac.[22]), chapitre « Umetnost u Bosni između jadranskih gradova i Srbije » (L'art en Bosnie entre les villes de l'Adriatique et la Serbie), pp. 343—370.
- Sima Ćirković (ac.[18]), chapitre « Srpska vlastela u borbi za obnovu Despotovine » (La noblesse serbe dans la lutte pour la restauration du despotat), pp. 373—389.
- Sima Ćirković (ac.[18]), chapitre « Pad Bosne i pokušaji otpora turskom osvajanju » (La chute de la Bosnie et les tentatives de résistance à la conquête turque), pp. 390—402.
- Ivan Božić (ac.[29]), chapitre « Raspad mletačkog sistema u Primorju » (L'effondrement du système vénitien sur le Littoral), pp. 403—413.
- Miloš Blagojević (ac.[24]) et Momčilo Spremić (ac.[28]), chapitre « Slom Crnojevića » (L'effondrement des Crnojević), pp. 414—430.
- Sima Ćirković (ac.[18]), chapitre « Srpski živalj na novim ognjištima » (Les Serbes dans de nouveaux foyers), pp. 431—444.
- Sima Ćirković (ac.[18]), chapitre « Poslednji Brankovići » (Les derniers Branković), pp. 445—464.
- Sima Ćirković (ac.[18]), chapitre « Srbi u odbrani ugarskih granica » (Les Serbes défendent les frontières hongroises), pp. 465—478.
- Sima Ćirković (ac.[18]), chapitre « Poslednji despoti » (Les derniers despotes), pp. 479—490.
- Dimitrije Bogdanović (ac.[21]), chapitre « Srpska književnost između tradicije i hronike svoga vremena » (La littérature serbe entre tradition et chronique de son temps), pp. 491—503.
- Miroslav Pantić (ac.[30]), chapitre « Usmeno pesništvo » (La poésie orale), pp. 504—518.
- Pavle Ivić (ac.[17]), chapitre « Književni i narodni jezik kod Srba » (La langue littéraire et vernaculaire des Serbes), pp. 519—534.
- Vojislav J. Đurić (ac.[22]), chapitre « Poslednja umetnička žarišta » (Les derniers foyers artistiques), pp. 535—545.

### Livre III-1
- Radovan Samardžić (ac.[31]), chapitre « Srpski narod pod turskom vlašću » (Le peuple serbe sous la domination turque), pp. 5—114.
- Radovan Samardžić (ac.[31]), chapitre « Srbi u ratovima Turske do 1683 » (Les Serbes dans les guerres turques jusqu'en 1683), pp. 115—424.
- Rajko Veselinović, chapitre « Srbi u Hrvatskoj u XVI i XVII veku » (Les Serbes en Croatie aux XVIe et XVIIe siècles), pp. 427—490.
- Rajko Veselinović, chapitre « Srbi u Velikom ratu 1683-1699 » (Les Serbes dans la Grande guerre de 1683-1699), pp. 491—574.
- Toma Popović, chapitre « Privreda u XVI i XVII veku » (L'économie aux XVIe et XVIIe siècles), pp. 575—645.

### Livre III-2
- Radovan Samardžić (ac.[31]), chapitre « Srpska pravoslavna crkva u XVI i XVII veku » (L'Église orthodoxe serbe aux XVIe et XVIIe siècles), pp. 5—102.
- Pavle Ivić (ac.[17]), chapitre « Jezičke prilike Srba u razdoblju od 1537. do 1699. godine » (La condition linguistique des Serbes dans la période de 1537 à 1699), pp. 105—134.
- Miroslav Pantić (ac.[30]), chapitre « Književnost na tlu Crne Gore i Boke Kotorske » (La littérature sur le territoire du Monténégro et Bouches de Kotor), pp. 135—255.
- Miroslav Pantić (ac.[30]), chapitre « Narodna ili usmena književnost » (La littérature populaire ou orale), pp. 256—326.
- Sreten Petković, chapitre « Likovne umetnosti » (Les Beaux-arts), pp. 327—424.
- Dejan Medaković (ac.[32]), chapitre « Stare srpske štamparije » (Les anciennes imprimeries serbes), pp. 425—440.

### Livre IV-1
- Radovan Samardžić (ac.[31]), chapitre « Srbi u Turskom carstvu 1699-1716 » (Les Serbes dans l'Empire ottoman (1699-1716)), pp. 7—30.
- Jovan Milićević, chaptire « Crna Gora prvih decenija XVIII veka » (Le Monténégro dans les premières décennies du XVIIIe siècle), pp. 31—38.
- Rajko Veselinović, chapitre « Narodnocrkvena i privilegijska pitanja Srba u Habsburškoj Monarhiji 1699—1716. godine » (L'Église nationale et la question des privilèges des Serbes dans la monarchie des Habsbourg (1699-1716)), pp. 39—54.
- Slavko Gavrilović (ac.[33]), chapitre « Srbi u Ugarskoj i Slavoniji od Karlovačkog mira do austro-turskog rata 1716-1718 » (Les Serbes de Hongrie et de Slavonie du traité de Karlowitz à la guerre austro-turque de 1716-1718), pp. 55—61.
- Slavko Gavrilović (ac.[33]), chapitre « Srbi u Hrvatskoj od bečkog rata do rata 1716-1718 » (Les Serbes de Croatie de la guerre de Vienne à la guerre de 1716-1718), pp. 62—77.
- Aleksandar Forišković, chapitre « Srbi u Habsburškoj Monarhiji i pokret Franje (Ferenca) II Rakocija (1703—1711) » (Les Serbes dans la monarchie des Habsbourg et le mouvement de François II Rákóczi (1703-1711)), pp. 78—85.
- Radovan Samardžić (ac.[31]), chapitre « Srbi u Turskom carstvu 1718-1737 » (Les Serbes dans l'Empire ottoman (1718-1737)), pp. 89—105.
- Rajko Veselinović, chapitre « Srbija pod austrijskom vlašću 1718-1739 » (La Serbie sous la domination autrichienne (1718-1739)), pp. 106—162.
- Slavko Gavrilović (ac.[33]), chapitre « Srbi u Ugarskoj i Slavoniji od Požarevačkog mira do austro-turskog rata 1737-1739 » (Les Serbes de Hongrie et de Slavonie du traité de Karlowitz à la guerre austro-turque de 1737-1739), pp. 163—175.
- Slavko Gavrilović (ac.[33]), chapitre « Srbi u Hrvatskoj od austro-turskog rata 1716-1718. do rata 1737-1739 » (Les Serbes de Croatie de la guerre austro-turque de 1716-1718 à la guerre de 1737-1739), pp. 176—191.
- Slavko Gavrilović (ac.[33]), chapitre « Srbi u Ugarskoj i Slavoniji od austro-turskog rata 1737-1739. do kraja XVIII veka » (Les Serbes de Hongrie et de Slavonie de la guerre austro-turque de 1737-1739 à la fin du XVIIIe siècle), pp. 195—216.
- Slavko Gavrilović (ac.[33]), chapitre « Srbi u Hrvatskoj od Beogradskog mira do kraja XVIII veka » (Les Serbes de Croatie du traité de Belgrade à la fin du XVIIIe siècle), pp. 217—232.
- Slavko Gavrilović (ac.[33]), chapitre « Srbi u Hrvatskoj od Beogradskog mira do kraja XVIII veka » (Les Serbes de Croatie du traité de Belgrade à la fin du XVIIIe siècle), pp. 217—232.
- Aleksandar Forišković, chapitre « Politički, pravni i društveni odnosi kod Srba u Habsburškoj Monarhiji » (Les relations politiques, juridiques et sociales entre les Serbes dans la monarchie des Habsbourg), pp. 233—305.
- Radovan Samardžić (ac.[31]), chapitre « Srbi u Turskom carstvu od Beogradskog mira do prvog ustanka 1739-1804. - Unutrašnji život » (Les Serbes dans l'Empire ottoman du traité de Belgrade au premier soulèvement (1739-1804) - Aspects internes), pp. 306—350.
- Slavko Gavrilović (ac.[33]), chapitre « Ka srpskoj revoluciji » (Vers la révolution serbe), pp. 351—431.
- Radovan Samardžić (ac.[31]), chapitre « Bosna i Hercegovina u XVIII veku » (La Bosnie et l'Herzégovine au XVIIIe siècle), pp. 432—497.
- Jovan Milićević et Novica Rakočević, chapitre « Crna Gora od 1735-1797 » (Le Monténégro de 1735 à 1797), pp. 498—530.
- Radovan Samardžić (ac.[31]), chapitre « Srpska crkva u Turskom carstvu 1690-1766 » (L'Église serbe dans l'Empire ottoman (1690-1766)), pp. 531—552.

### Livre IV-2
- Rajko Veselinović, chapitre « Srbi u Dalmaciji » (Les Serbes de Dalmatie), pp. 7—66.
- Pavle Ivić (ac.[17]), chapitre « O jeziku kod Srba u razdoblju od 1699. do 1804. godine » (À propos de la langue des Serbes dans la période de 1699 à 1804), pp. 69—106.
- Miroslav Pantić (ac.[30]), chapitre « Narodno (usmeno) pesništvo » (La poésie populaire (orale)), pp. 107—164.
- Milorad Pavić (ac.[34]), chapitre « Srpska književnost baroka » (La poésie baroque serbe), pp. 165—195.
- Milorad Pavić (ac.[34]), chapitre « Srpska književnost i prosvetiteljstvo » (La littérature serbe et les Lumières), pp. 196—212.
- Milorad Pavić (ac.[34]), chapitre « Srpska književnost klasicizma » (La littérature classique serbe), pp. 213—226.
- Milorad Pavić (ac.[34]), chapitre « Srpska književnost predromantizma » (La littérature préromantique serbe), pp. 227—244.
- Dejan Medaković (ac.[32]), chapitre « Srpska umetnost XVIII veka » (L'art serbe du XVIIIe siècle), pp. 245—349.
- Nikola Gavrilović, chapitre « Školstvo kod Srba u Habsburškoj monarhiji » (L'éducation des Serbes dans la monarchie des Habsbourg), pp. 350—362.

### Livre V-1
- Vladimir Stojančević (ac.[35]), chapitre « Srpska nacionalna revolucija i obnova države od kraja XVIII veka do 1839 » (La révolution nationale serbe et le renouveau de l'État de la fin du XVIIIe siècle à 1839), pp. 5—158.
- Jovan Milićević, chapitre « Crna Gora 1797-1851 » (Le Monténégro de 1797 à 1851), pp. 159—211.
- Vladimir Stojančević (ac.[35]), chapitre « Srpski narod pod turskom vlašću u prvoj polovini XIX veka » (Le peuple serbe sous domination turque dans la première moitié du XIXe siècle), pp. 213—248.
- Jovan Milićević, chapitre « Srbija 1839-1868 » (La Serbie de 1839 à 1868), pp. 249—301.
- Čedomir Popov (ac.[36]), chapitre « Srbija 1868—1878. godine » (La Serbie de 1868 à 1878), pp. 303—421.
- Radoman Jovanović, chapitre « Crna Gora 1851-1878 » (Le Monténégro de 1851 à 1878), pp. 423—446.
- Milorad Ekmečić (ac.[37],[N 3]), chapitre « Srpski narod u Turskoj od sredine XIX veka do 1878 » (Le peuple serbe en Turquie du milieu du XIXe siècle jusqu'en 1878), pp. 447—526.

### Livre V-2
- Slavko Gavrilović (ac.[33]), chapitre « Srbi u Habsburškoj Monarhiji od kraja XVIII do sredine XIX veka » (Les Serbes dans la Monarchie des Habsbourg de la fin du XVIIIe siècle au milieu du XIXe siècle), pp. 5—106.
- Vasilije Krestić (ac.[38]), chapitre « Srbi u Habsburškoj Monarhiji 1849-1868 » (Les Serbes dans la Monarchie des Habsbourg de 1849 à 1868), pp. 107—150.
- Andrija Radenić, chapitre « Srbi u Habsburškoj Monarhiji 1868-1878 » (Les Serbes dans la Monarchie des Habsbourg de 1868 à 1878), pp. 151—275.
- Kosta Milutinović, chapitre « Srbi u Dalmaciji 1797-1878 » (Les Serbes en Dalmatie (1797-1878)), pp277—307.
- Pavle Ivić (ac.[17]) et Jovan Kašić, chapitre « Kulturna istorija Srba u XIX veku (do sedamdesetih godina) » (L'histoire culturelle de la Serbie au XIXe siècle (jusqu'aux années 1870)), pp. 309—380.
- Dragiša Živković, chapitre « Romantizam u srpskoj književnosti » (Le romantisme dans la littérature serbe), pp. 381—415.
- Dejan Medaković (ac.[32]), chapitre « Srpska umetnost u XIX veku (do 1870) » (L'art serbe au XIXe siècle (jusqu'aux années 1870)), pp. 416—462.

### Livre VI-1
- Čedomir Popov (ac.[36]), chapitre « Privreda, društvo i politika » (Économie, société et politique), pp. 7—49.
- Čedomir Popov (ac.[36]), chapitre « Nemirne godine i vezivanje za Austro-Ugarsku » (Des années agitées et les relations avec l'Autriche-Hongrie), pp. 50—94.
- Dimitrije Đorđević (ac.[39]), chapitre « U senci Austro-Ugarske » (Dans l'ombre de l'Autriche-Hongrie), pp. 95—134.
- Dimitrije Đorđević (ac.[39]), chapitre « Sučeljavanje sa Austro-Ugarskom » (La confrontation avec l'Autriche-Hongrie), pp. 135—173.
- Dimitrije Đorđević (ac.[39]), chapitre « Na početku razdoblja ratova » (Au début de la période de guerres), pp. 174—207.
- Novica Rakočević, chapitre « Lična vlast knjaza i ustavne borbe » (Le pouvoir personnel des princes et les luttes constitutionnelles), pp. 208—231.
- Novica Rakočević, chapitre « U predvečerje svetskog rata » (À la veille de la Première Guerre mondiale), pp. 232—259.
- Novica Rakočević, chapitre « Političke i društvene prilike » (Les circonstances politiques et sociales), pp. 263—290.
- Đorđe Mikić, chapitre « Politička, kulturna i privredna stremljenja » (Les aspirations politiques, culturelles et économiques), pp. 291—315.
- Đorđe Mikić, chapitre « Između balkanskih suseda i velikih sila » (Entre les voisins balkaniques et les grandes puissances), pp. 316—329.
- Đorđe Mikić, chapitre « Pod mladoturcima » (Sous les Jeunes-Turcs), pp. 330—348.
- Kosta Milutinović, chapitre « Nastanak politike novog kursa na Primorju » (L'émergence d'une nouvelle politique sur le Littoral), pp. 349—374.
- Vasilije Krestić (ac.[38]), chapitre « Politički, privredni i kulturni život u Hrvatskoj i Slavoniji » (La vie politique, économique et culturelle en Croatie et en Slavonie), pp. 375—431.
- Kosta Milutinović, chapitre « Hrvatsko-srpska koalicija » (La coalition croato-serbe), pp. 432—495.
- Andrija Radenić, chapitre « Borba za politička prava u Južnoj Ugarskoj » (La lutte pour les droits politiques dans le sud de la Hongrie), pp. 496—554.
- Milorad Ekmečić (ac.[37]), chapitre « Društvo, privreda i socijalni nemiri u Bosni i Hercegovini » (La société, l'économie et les troubles sociaux en Bosnie-Herzégovine), pp. 555—603.
- Milorad Ekmečić (ac.[37]), chapitre « Nacionalni pokret u Bosni i Hercegovini » (Le mouvement national en Bosnie-Herzégovine), pp. 604—648.

### Livre VI-2
- Andrej Mitrović (ac.[40]), chapitre « Sučeljenje sa srednjoevropskim imperijalizmom » (La confrontation avec l'impérialisme d'Europe centrale), pp. 7—106.
- Andrej Mitrović (ac.[40]), chapitre « Nadrastanje poraza i podela » (Le dépassement de la défaite et de la division), pp. 107—254.